# Matthew Guillaumier
Matthew Guillaumier (ur. 9 kwietnia 1998 w Sliemie) – maltański piłkarz występujący na pozycji pomocnika w klubie Panserraikos oraz w reprezentacji Malty.

## Sukcesy

### Zespołowe
Ħamrun Spartans FC
- mistrzostwo Malty: 2020/21, 2022/23

### Indywidualne
- piłkarz roku na Malcie: 2021, 2023